# Chinwendu Ihezuo
Chinwendu Ihezuo (Lagos, 30 aprile 1997) è una calciatrice nigeriana, attaccante del BIIK Kazygurt e della nazionale nigeriana.

## Carriera

### Club
Dopo aver militato nel campionato nigeriano femminile di calcio, prima con il Pelican Stars di Calabar e poi con il Delta Queens di Asaba, nel gennaio 2016 coglie l'occasione offertale dal BIIK Kazygurt per giocare in Europa nel campionato kazako, firmando un contratto annuale con la squadra campione del Kazakistan e raggiungendo la connazionale Charity Adule.

### Nazionale
Viene selezionata dalla federazione calcistica della Nigeria per vestire, dal 2012 al 2014, la maglia della nazionale Under-17 con la quale partecipa all'edizione 2012 del campionato mondiale di categoria conquistando, come seconda migliore marcatrice del torneo, sei reti dietro la nordcoreana Ri Un-Sim (8 reti), la Scarpa d'argento.
Dal 2014 è inserita nella rosa della formazione Under-20 per rappresentare la Nigeria ai Mondiali di Canada 2014 e di Papua Nuova Guinea 2016.

## Palmarès

### Nazionale
- Coppa delle Nazioni Africane femminile: 1

2018

### Individuale
- Scarpa d'argento: 1

Campionato mondiale femminile Under 17 di calcio 2012